# Helmut Kater
Helmut Kater (* 30. August 1927 in Danzig; † 7. September 2012 in Timmendorfer Strand) war ein deutscher Politiker der SPD. 
Kater war von Beruf Industriekaufmann und Lehrer, hat aber auch als Gewerkschaftsfunktionär und Arbeitsdirektor gearbeitet. Am 18. Februar 1944 beantragte er die Aufnahme in die NSDAP und wurde zum 20. April desselben Jahres aufgenommen (Mitgliedsnummer 9.843.076). Er war von 1969 bis 1976 für zwei Wahlperioden Mitglied des Deutschen Bundestages. Bei beiden Wahlen zog Kater als direkt gewählter Abgeordneter des Wahlkreises Wetzlar in den Bundestag ein. Vom 14. Februar 1973 bis zum 16. Januar 1975 war er zudem Mitglied des Europäischen Parlaments.